# Jožef Bancalari
Jožef Bancalari, mariborski župan (Bürgermeister), * 1826,  Maribor, † 1871. 
Mariborski župan je bil od leta 1867 do leta 1870. 

## Županovanje
Jožef Bancalari je postal mariborski župan leta 1867. V času njegovega županovanja je dobilo mesto plinsko razsvetljavo. Odprta je bila današnja Kopitarjeva ulica. Uvedli so nov lokalni izvirni prihodek - davščino najemniški krajcar. Po ljudskem štetju leta 1869 je imelo mesto Maribor 12.828 prebivalcev, okoliške občine v obsegu mesta pa so imele skupaj 11.177 prebivalcev. 
Leta 1870 je odstopil s položaja. 